# Fight Like a Girl (Emilie Autumn-låt)
"Fight Like a Girl" är en låt skriven och framförd av den amerikanska artisten Emilie Autumn samt första singeln från hennes kommande album med samma namn. Singeln gavs ut digitalt den 20 april 2012 ihop med b-sidan "Time for Tea".
Emilie Autumn meddelade i juni 2012 att en musikvideo i regi av Darren Lynn Bousman är under produktion.

## Låtlista
Låtarna skrivna av Emilie Autumn.
1. "Fight Like a Girl" – 5:25
2. "Time for Tea" – 4:31

## Medverkande
- Emilie Autumn – framförare, inspelning, producent
- Ulrich Wild – ljudmix, mastering

Information från Emilie Autumns webbshop "The Asylum Emporium".